# 智利斑䳍
，是䳍形目䳍科的一种鸟类。

## 特征
智利斑䳍体重约458克，翼长约161.5毫米，嘴峰长约26毫米，喙宽度约5.9毫米，喙厚度约5.5毫米，跗蹠长约34.7毫米，尾长约50.7毫米。智利斑䳍在其分布区内为留鸟，其栖息在半开放的灌木丛中，食性为草食性。

## 亚种
- ：分布于智利中北部的半干旱草原（阿塔卡马至纽布莱）。
- ：分布于智利中南部（马乌莱至延基韦）。[4]